# Štefan Holý
Štefan Holý (ur. 11 grudnia 1978) – słowacki polityk i prawnik, poseł do Rady Narodowej, w latach 2020–2023 wicepremier.

## Życiorys
Ukończył studia prawnicze na Uniwersytecie Trnawskim. W 2005 podjął praktykę w zawodzie adwokata. Związał się z ugrupowaniem Jesteśmy Rodziną, stając się jego ekspertem do spraw gospodarczych. W wyborach w 2020 został wybrany na deputowanego do Rady Narodowej. W marcu tego samego roku został wicepremierem do spraw legislacji i planowania strategicznego w nowo powołanym rządzie Igora Matoviča. Pozostał na tej funkcji również w utworzonym w kwietniu 2021 gabinecie Eduarda Hegera. Urząd wicepremiera sprawował do maja 2023.